# 青いの。
『青いの。』（あおいの。）は、日本のロックバンド・go!go!vanillasが2022年3月30日にGetting Betterから発売した、メジャー8枚目のシングルである。

## 概要
全国流通盤としては前作「アメイジングレース」から1年9ヵ月ぶりのシングル。
CDとDVD/Blu-rayからなる完全限定生産盤のみでリリースされた。CDのパッケージはデジパック仕様、DVDとBlu-rayのパッケージはプラスチックケース仕様である。
CDには表題曲「青いの。」とカップリング曲「T R A P !」に加え、2021年11月21日に横浜アリーナで開催されたライブ『Life is Beautiful』よりメンバーがセレクトした4曲のライブ音源が収録された。付属DVD/Blu-rayには前述のライブ『Life is Beautiful』の全22曲のライブ映像とドキュメンタリーが収録された。
2022年2月8日に発売が発表された。1週間後の2月16日には収録曲、アートワーク、ツアータイトルが発表された。
3月9日にFM802「ROCK KIDS 802」にて表題曲「青いの。」が初解禁された。
3月16日午前0時に表題曲「青いの。」の先行配信開始、MV公開。
発売日である3月30日には、CDとは収録内容が一部異なる「青いの。（Special Edition）」の配信が開始された。
2022年3月から5月にかけて、このシングルを引っ提げたライブツアー『青いの。ツアー 2022』が開催された。

## 批評
音楽ライターの田中大は、表題曲「青いの。」に関して「このバンドの音の熱量の根底にいつでも漂っている牧歌的なムードをピアノで効果的に彩りながら届けてくれる。終わった恋の残り香を噛み締めているさまを《赤い糸》《青い春》という2色のコントラストで描写しているのが印象的だ。全体的に現実をあるがままに受け止めていて、前向きになろうとしている様子なのに、エンディング間際でいきなり抑えきれない本心が飛び出すのが実にいい。《SOS 本当に痛い》という一節が連呼されるごとに切なさが急速に募るこの感じは、クールな自分でいたいといくら願っても、そううまくいくはずもないリアルな青春像そのものだ。」と述べている。

## 収録内容
| 全編曲: go!go!vanillas。 |                                                        |            |       |
| #                        | タイトル                                               | 作詞・作曲 | 時間  |
| 1.                       | 「青いの。」                                           | 牧達弥     | 04:07 |
| 2.                       | 「T R A P !」                                          | 柳沢進太郎 | 03:18 |
| 3.                       | 「クライベイビー (Live at Yokohama Arena 2021)」       |            | 04:02 |
| 4.                       | 「アダムとイヴ (Live at Yokohama Arena 2021)」         |            | 05:52 |
| 5.                       | 「倫敦 (Live at Yokohama Arena 2021)」                 |            | 04:44 |
| 6.                       | 「デッドマンズチェイス (Live at Yokohama Arena 2021)」 |            | 04:46 |

| #   | タイトル                         | 作詞 | 作曲・編曲 | 時間  |
| --- | -------------------------------- | ---- | ---------- | ----- |
| 1.  | 「マジック」                     |      |            | 03:53 |
| 2.  | 「平成ペイン」                   |      |            | 04:02 |
| 3.  | 「クライベイビー」               |      |            | 03:46 |
| 4.  | 「お子さまプレート」             |      |            | 03:39 |
| 5.  | 「鏡」                           |      |            | 04:04 |
| 6.  | 「12:25」                        |      |            | 04:49 |
| 7.  | 「バームクーヘン」               |      |            | 03:42 |
| 8.  | 「Ready Steady go!go!」          |      |            | 02:55 |
| 9.  | 「デッドマンズチェイス」         |      |            | 04:37 |
| 10. | 「倫敦」                         |      |            | 04:14 |
| 11. | 「ca$h from chao$」              |      |            | 04:07 |
| 12. | 「アダムとイヴ」                 |      |            | 05:50 |
| 13. | 「アクロス ザ ユニバーシティ」   |      |            | 03:02 |
| 14. | 「カウンターアクション」         |      |            | 04:58 |
| 15. | 「ストレンジャー」               |      |            | 04:00 |
| 16. | 「one shot kill」                |      |            | 04:15 |
| 17. | 「エマ」                         |      |            | 04:39 |
| 18. | 「LIFE IS BEAUTIFUL」            |      |            | 05:16 |
| 19. | 「パラノーマルワンダーワールド」 |      |            | 07:07 |
| 20. | 「ロールプレイ」                 |      |            | 04:55 |
| 21. | 「アメイジングレース」           |      |            | 06:31 |
| 22. | 「ギフト」                       |      |            | 06:06 |
| 23. | 「LIVE DOCUMENTARY」             |      |            |       |

## 楽曲解説
1. 青いの。
  - 今作の表題曲。
  - アリーナツアー『Life is Beautiful』後に書かれた楽曲[11]。
  - この曲の歌詞に込められた思いとして、牧は「この曲を青春時代に聴いた人が、その当時を思い出せるものにしたかった。コロナだったけど、この曲を聴いて、バニラズのライブに一緒に行ったな、とか。プラス、常に青いままでいたいなっていう戒めでもあるかな。悔しかったら、悔しいと思っていいし、変に余裕ぶらないっていう。“青い”とか“お前、青いな”って、大人が若い人に言う言葉じゃないですか。そういうマイナスなことじゃなくて、“青くて何が悪い”っていうか。それを、大人も聴いたときに、感じてもらえたらいいなと思ってます。」と発言している[11]。
2. T R A P !
  - 柳沢作詞・作曲
  - 読みは「トラップ」。
  - メンバー全員がボーカルを担当している[12][注釈 3]。
  - この曲のテーマについて、柳沢は、楽曲「マジック」に〈音楽の魔法にかかっていけよ〉という意味が込められているように、この曲には〈音楽の罠（=トラップ）にかかっていけよ〉という意味を込めたと発言している[13]。
  - この曲の歌詞について、柳沢は「説明するのが大変なんですけど。たとえば、いじめとかって、いじめてたやつがいて、そいつが悪だってなった瞬間に、今度はそいつがいじめられる、みたいなことがあるじゃないですか。その気持ち悪さが俺のなかにずっとあって。それを書いたんです。」「いまはなかなかハッピーなことがないので、ハッピーな気持ちで詞を書くのが大変なんですよ。でも、本当はハッピーにいたいし、ハッピーにしたいっていうのはあるので。最後は《心底ハッピーを》で終わらせたんです。」と発言している[11]。
  - 2023年5月5日に秋田県鹿角市で開催された柳沢の凱旋ライブでは、アンコールラストナンバーとして披露された[13]。
3. クライベイビー (Live at Yokohama Arena 2021)
  - 牧達弥選曲
4. アダムとイヴ (Live at Yokohama Arena 2021)
  - 柳沢進太郎選曲
5. 倫敦 (Live at Yokohama Arena 2021)
  - 長谷川プリティ敬祐選曲
6. デッドマンズチェイス (Live at Yokohama Arena 2021)
  - ジェットセイヤ選曲

## 収録映像解説
『Live at Yokohama Arena 2021 “Life is Beautiful”』
go!go!vanillasが2021年11月に開催した初となるアリーナツアーの横浜アリーナ公演のライブ映像とドキュメンタリー映像が収録されている。
1. マジック
2. 平成ペイン
3. クライベイビー
4. お子さまプレート
5. 鏡
6. 12:25
7. バームクーヘン
8. Ready Steady go!go!
9. デッドマンズチェイス
10. 倫敦
11. ca$h from chao$
12. アダムとイヴ
13. アクロス ザ ユニバーシティ
  - 柳沢が体調不良で一時的に離脱したため、急遽柳沢以外の3人で演奏した[注釈 4]。次の曲から柳沢は復帰している。
14. カウンターアクション
  - 日替わり曲。神戸公演2日目のみ「No.999」が披露された。
15. ストレンジャー
16. one shot kill
17. エマ
18. LIFE IS BEAUTIFUL
  - 今ツアーで初披露された。
19. パラノーマルワンダーワールド
20. ロールプレイ
  - ここからアンコール。
21. アメイジングレース
22. ギフト

## 参加ミュージシャン
go!go!vanillas
- 牧達弥（ボーカル・ギター）
- 柳沢進太郎（ギター・ボーカル）
- 長谷川プリティ敬祐（ベース）
- ジェットセイヤ（ドラムス）

Additional Musicians
- 井上惇志（showmore）（ピアノ）[Track1]

## ライブツアー

### 青いの。ツアー 2022
「青いの。ツアー 2022」（あおいの ツアー 2022）はgo!go!vanillasのツアー。今作を引っ提げて3月17日から5月5日まで開催された。全11公演開催され、うち3公演は対バン公演となった。
5月5日（=go!go!の日）に開催された最終公演は、牧とプリティの地元である大分県で開催された。2020年5月5日に開催が予定されていた同会場でのライブがコロナ禍の影響で延期の末中止となっていたため、2年越しにリベンジを果たした形となった。
2021年に開催されたアリーナツアー「“Life is Beautiful”」の横浜アリーナ公演にて、「go!go!vanillas TOUR 2022」として今ツアーの開催が発表された。シングル「青いの。」発売の情報解禁に伴ってツアータイトルが「青いの。ツアー 2022」に変更された。
今ツアーの最終公演にて披露された「チェンジユアワールド」のライブ映像が2022年6月28日にYouTubeにて公開された。また、同公演のライブ映像の一部とドキュメンタリー映像がアルバム『FLOWERS』完全限定生産盤付属DVD/Blu-ray「FLOWER OF LIFE」に収録されている。

#### 日程・会場
| 日程   | 日程    | 会場                         | 開場  | 開演  | 備考 |
| ------ | ------- | ---------------------------- | ----- | ----- | --- |
| 2022年 | 3月16日 | 東京 Zepp Haneda             | 18:00 | 19:00 | Saucy Dogとの対バンライブ。アンコールでは「スタンドバイミー」をコラボして披露した。                                                                      |
| 2022年 | 3月17日 | 東京 Zepp Haneda             | 18:00 | 19:00 | ワンマンライブ。 |
| 2022年 | 3月24日 | 愛知 Zepp Nagoya             | 18:00 | 19:00 | SHE'Sとの対バンライブ。アンコールでは「グッドドギー」をコラボして披露した。                                                                              |
| 2022年 | 3月25日 | 愛知 Zepp Nagoya             | 18:00 | 19:00 | ワンマンライブ。 |
| 2022年 | 4月9日  | 大阪 なんば Hatch            | 17:00 | 18:00 | ワンマンライブ。 |
| 2022年 | 4月10日 | 大阪 なんば Hatch            | 16:00 | 17:00 | フレデリックとの対バンライブ。アンコールでは「アダムとイヴ」をコラボして披露した。                                                                       |
| 2022年 | 4月16日 | 広島 BLUE LIVE 広島          | 17:00 | 18:00 | ワンマンライブ。 |
| 2022年 | 4月17日 | 香川 高松 festhalle          | 17:30 | 18:00 | ワンマンライブ。 |
| 2022年 | 4月22日 | 宮城 仙台GIGS                | 18:00 | 19:00 | ワンマンライブ。 |
| 2022年 | 4月24日 | 札幌 Zepp Sapporo            | 17:00 | 18:00 | ワンマンライブ。 |
| 2022年 | 5月5日  | 大分 大分iichikoグランシアタ | 17:00 | 18:00 | ワンマンライブ。牧とプリティの地元である大分での凱旋公演。有料で生配信も行われた。アンコールにてアリーナツアー「My Favorite Things」の開催が発表された。 |

#### セットリスト
SE：RUN RUN RUN
1. サクラサク
2. バイリンガール
3. クライベイビー
4. ヒンキーディンキーパーティークルー
5. チェンジユアワールド
6. エマ
7. デストロイヤー
8. 青いの。
9. サイシンサイコウ
10. FUZZ LOVE
11. T R A P !
12. デッドマンズチェイス
13. Ready Steady go!go!
14. お子さまプレート
15. カウンターアクション
16. ヒートアイランド
17. 平成ペイン
18. アメイジングレース
19. マジック

Encore
1. セルバ
2. バームクーヘン
3. LIFE IS BEAUTIFUL

## 青いの。（Special Edition）
YouTubeにて先行公開されていた「LIFE IS BEAUTIFUL（Live at Yokohama Arena 2021）」と「鏡（Live at Yokohama Arena 2021）」のライブ音源を収録。
| 全編曲: go!go!vanillas。 |                                                      |            |       |
| #                        | タイトル                                             | 作詞・作曲 | 時間  |
| 1.                       | 「青いの。」                                         | 牧達弥     | 04:07 |
| 2.                       | 「T R A P !」                                        | 柳沢進太郎 | 03:16 |
| 3.                       | 「LIFE IS BEAUTIFUL（Live at Yokohama Arena 2021）」 |            | 05:17 |
| 4.                       | 「鏡（Live at Yokohama Arena 2021）」                |            | 04:13 |
| 合計時間:                | 合計時間:                                            | 合計時間:  | 16:54 |

## タイアップ
青いの。
- ポカリスエット「それぞれの本気とともに。篇」Web CMソング[26][27]

## ライブ映像作品
青いの。
- FLOWERS（完全限定生産盤）
- LIVE FILM -My Favorite Things-
- SCARY MONSTERS EP

T R A P !
- FLOWERS（完全限定生産盤）